# Näset (Falun)
Näset is een plaats in de gemeente Falun in het landschap Dalarna en de provincie Dalarnas län in Zweden. De plaats heeft 55 inwoners (2005) en een oppervlakte van 15 hectare. De plaats ligt in een bosrijke omgeving aan een meer.

## Overeenkomstige namen
Er zijn meerdere plaatsen met de naam Näset in de gemeente Falun; dit artikel behandelt het småort met de naam Näset. Vanwege het grote aantal plaatsen met de naam is er een kleine kans, dat de coördinaten ernaast zitten.